# Defecation (группа)
Defecation (с англ. — «Дефекация») — сольный проект, сформированный в 1987 году гитаристом хардкор-панк-группы Righteous Pigs Митчем Харрисом и тогдашним барабанщиком Napalm Death Миком Харрисом.
Митч Харрис был гитаристом, бас-гитаристом и вокалистом, Мик Харрис был барабанщиком и также вокалистом. До создания проекта Мик и Митч Харрис были друзьями по переписке, и договорились его создать.
После выпуска дебютного альбома Purity Dilution в 1989 году, который был выпущен на лейбле Nuclear Blast Records вскоре Мик Харрис оставил проект, как и группу Napalm Death.
Второй участник группы вскоре после выпуска дебютного альбома Митч Харрис покинул группу Righteous Pigs, и, вошёл в состав Napalm Death. Деятельность Defecation на долгое время была остановлена.  В 2003 году, через 14 лет после выпуска дебютного альбома, Митч Харрис выпустил второй альбом, сделанный полностью им самостоятельно, таким образом, Defecation была восстановлена как one-man-band. Второй альбом получил название Intention Surpassed. На сегодняшний день это последний альбом группы.

## Дискография
- 1989: Purity Dilution
- 2003: Intention Surpassed

## Внешние ссылки
- Официальная страница Defecation (англ.) на сайте Myspace
- Nuclear Blast страница